# Лялька вуду

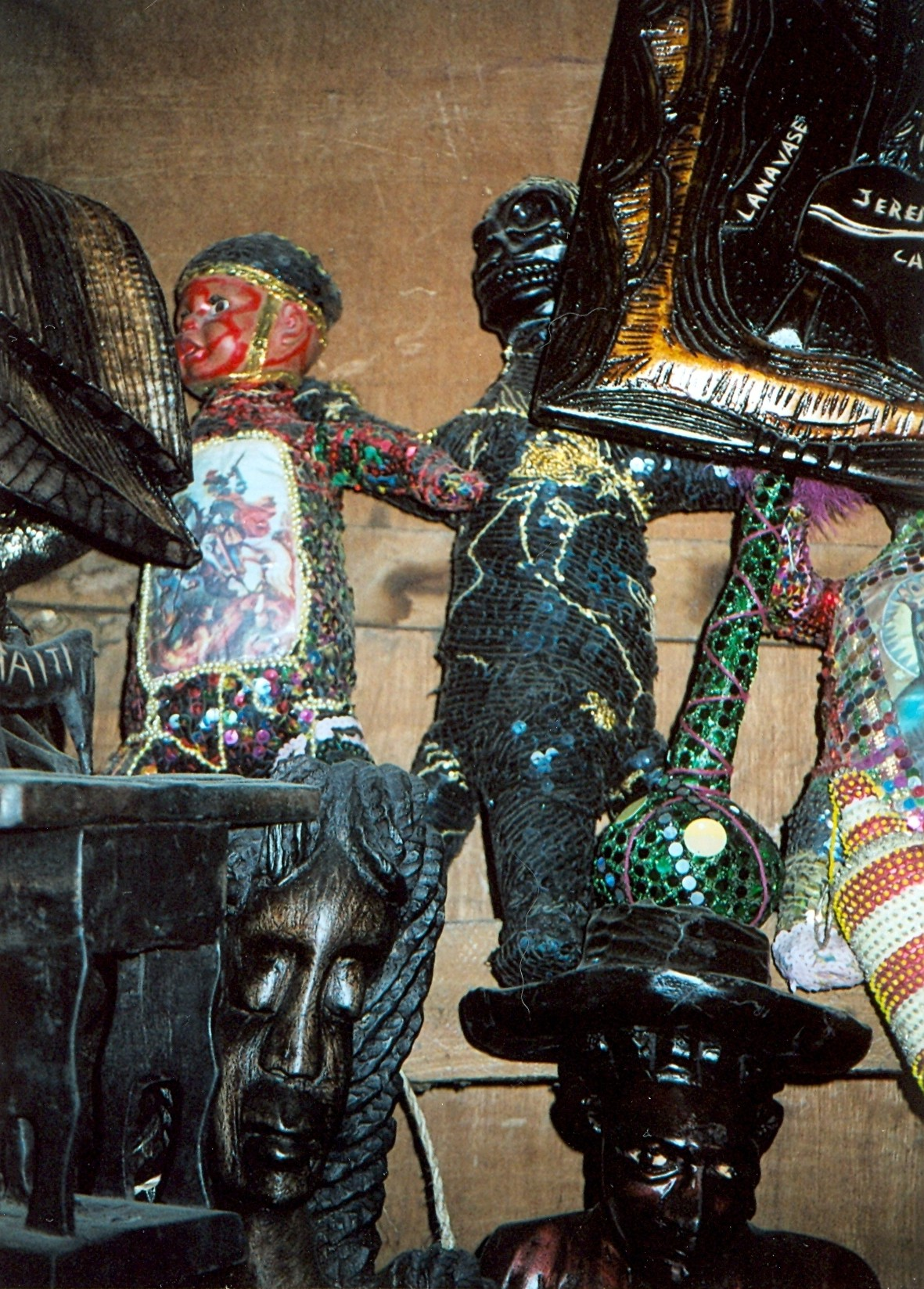

Вольт (Лялька вуду) — лялька, що використовується в чаклунстві вуду. Послідовники вчення вуду вважають, що в результаті спеціального обряду лялька отримує особливого виду зв'язок з певною людиною. Згідно з цим поданням, після встановлення зв'язку завдяки принципам симпатичної магії у володаря ляльки з'являється можливість впливати через неї на людину, яку вона символізує (зазвичай для нанесення шкоди).
Для приготування ляльки обов'язково використовуються фрагменти тіла жертви (нігті, волосся, виділення) а також річ або фрагмент речі, що належать жертві. Після створення, лялька зазвичай ховається у відносній близькості від жертви, або закопується недалеко від місця, де жертва часто буває.
<! - У цій магії використовуються як спосіб впливу — негативні емоції, доведені до максимуму або енергія вивільнена при муках і (чи) вбивстві жертви .-->

## Збіги ляльок вуду з індіанськими релігійними практиками
Деякі релігійні практики індіанців мали типологічну схожість з лялькою вуду. Так, юрист Хуан Поло де Ондегардо, описував в 1567му обряди індіанців в Перу у своїй « Інструкції по боротьбі з церемоніями і обрядами, застосовуваними індіанцями з часів їх безбожництва  », зауважує:
 Щоб наслати хворобу на того, кого вони ненавидять, або щоб той чоловік помер, вони несуть його одяг і вбрання, і одягають у них яку-небудь статую, яку роблять від імені тієї особи, і проклинають її , опльвуючи і караючи її як би через повішення. 

## Ритуал нанесення проклять
Спочатку чаклун бере ляльку і від імені того, кого ненавидить, починає її бити. Після цього він бере спеціально приготовлені голки розміром близько 10 сантиметрів і послідовно протикає ними ляльку, вимовляючи прокляття.

## Культурологічне обґрунтування
Стародавні представляли світ як єдине ціле. Кожен елемент світу в уявленні людини був пов'язаний з будь-яким іншим. Дії людини сприймалися не як вплив окремого індивідуума на окремі фізичні об'єкти реальності, а як окремий випадок взаємодії елементів в єдиному світі. Згідно з таким поданням, чаклун вловлює невидимий зв'язок ляльки та потрібної людини і, вже бачачи її, «передає» по ній свої прокльони. В Європі алхіміки називали це геомантія («магія світу»).

## Лялька вуду в мистецтві
- Короткометражний мультфільм про ляльок Вуду «Вуду Себастьяна» («Sebastian's Voodoo») (2008) режисера Хоакіна Болдуїна.
- Використання ляльки вуду в комп'ютерній грі «Blood».
- Магія вуду також присутній в грі Risen 2.
- У всесвіті MMORPG «World of Warcraft» магія вуду практикується племенами тролів.
- Один з головних персонажів гри StarCraft II, Габріель Тош, успішно практикує магію вуду.
- Використання ляльки вуду в казковому фільмі «Зоряний пил» і в мультфільмі «Принцеса і жаба».
- У російської альтернативної групи «Слот» є пісня «Лялька вуду».
- Магію вуду також практикує Чорна Борода в кінофільмі «Пірати Карибського моря: На дивних берегах».
- У грі «Terraria», щоб убити Гіда, потрібна Лялька Вуду Гіда.
- У грі «Diablo 3», Колдун використовує Ляльки Вуду і обереги як класовий предмет.
- У Канцлера Гі в 2013 році вийшов альбом «Вуду Tales», одна з пісень якого називається «Voodoo Doll».
- 25 листопада 2013 у корейської групи VIXX вийшов альбом «Voodoo Doll» і кліп на заголовний трек «Voodoo doll».
- Також лялька вуду присутній у одного з персонажів гри DOTA.
- У грі The Sims 4  є ігровий об'єкт під назвою "Лялька Вуду".

## Див. Також
- Вуду
- Грі-грі (талісман)
- Зомбі